# Museu Arqueològic de Kíssamos
El Museu Arqueològic de Kíssamos és un museu que es troba a Grècia, a la localitat de Kísamos, a l'illa de Creta.
El seu origen va ser una col·lecció arqueològica que es creà l'any 1936 per l'Associació de Filologia de Kasteli, i a partir de l'any següent, l'any 1937, es va exposar a l'edifici de l'antiga Governació veneciana. L'any 2000 es va convertir en un museu i, després d'un procés d'organització de l'exposició, s'inaugurà l'any 2006.
Aquest museu conté una col·lecció de troballes procedents d'algunes excavacions de l'àrea de Kísamos, que es van descobrir a la part occidental de Creta, i permeten exposar la seva història des de la prehistòria fins a l'antiguitat tardana. Entre aquestes, destaquen les de l'època romana de l'antiga ciutat de Kísamos.

## Exposició permanent

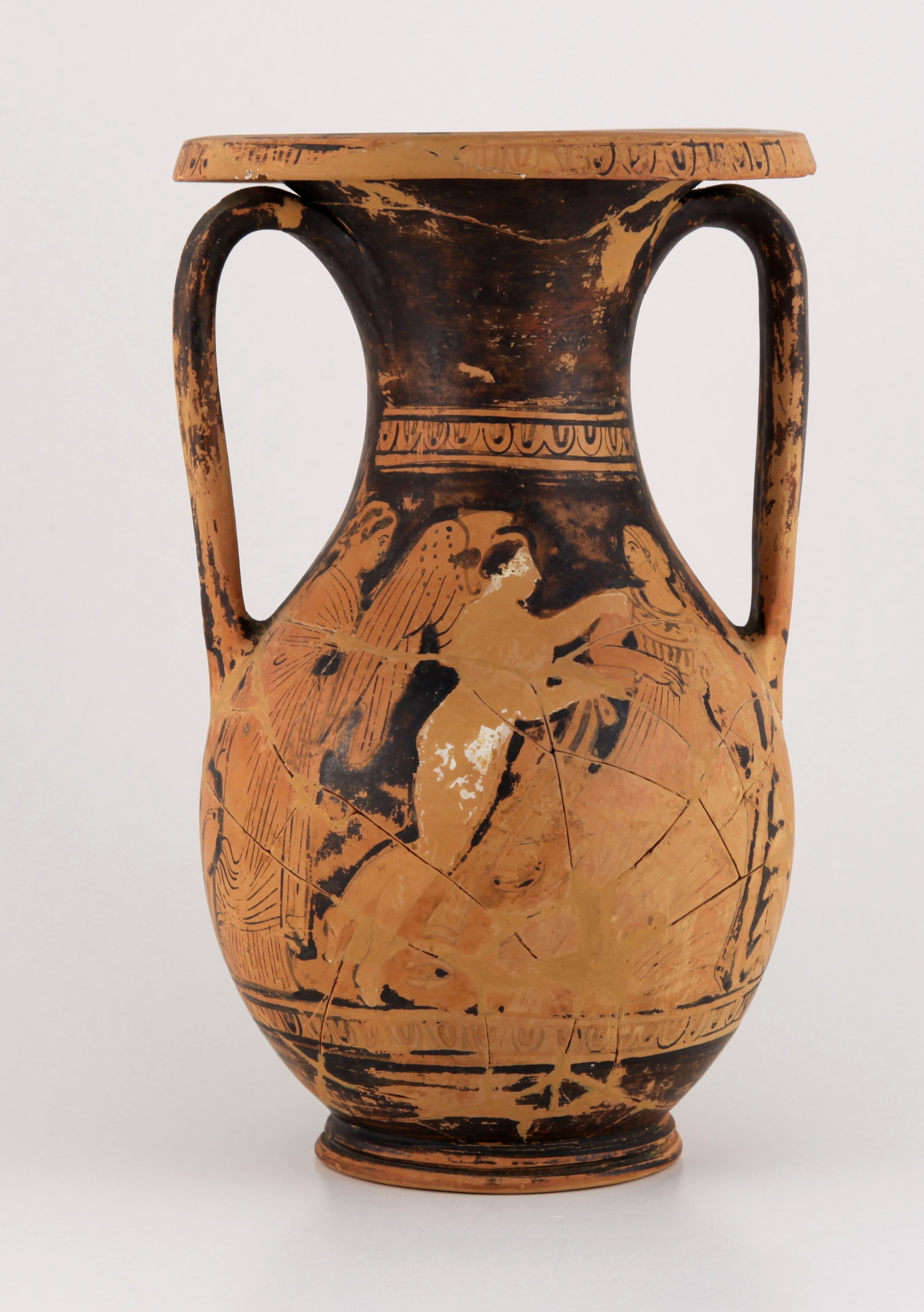
Pelike procedent de Falasarna, amb una escena mitològica

A l'inici de l'exposició, en una primera sala es presenta un quadre cronològic i un mapa en què se situen els jaciments arqueològics, amb els seus objectes que s'exhibeixen al museu.

A la segona sala s'exposen troballes del període geomètric i el desenvolupament històric de les antigues ciutats més importants de la zona: Polirrènia i Falasarna.
La tercera sala exhibeix objectes dels períodes hel·lenístic i romà procedents de tota la regió, entre els quals destaquen els de ceràmica, les inscripcions, les escultures i també es conserven uns banys romans.
La planta superior del museu comprèn diverses sales dedicades a les troballes de la ciutat de Kísamos. En una d'aquestes s'exposen objectes de les grans vil·les grecoromanes que hi havia a la ciutat, com ara sòls de mosaic, escultures i altres objectes. I també s'exposen aspectes relacionats amb l'economia de la ciutat, les monedes i les relacions comercials. En una altra sala s'exposen les activitats productives artesanes i objectes de la vida quotidiana. Hi ha també una exposició sobre un terratrèmol i les seves conseqüències en aquesta zona que va esdevenir l'any 365, fou un dels més destructius de l'Antiguitat. Finalment, es presenten les diverses necròpolis de la ciutat, des de les més antigues, que pertanyen al segle IV aC, fins a les dels temps dels primitius cristians.